# Džiugas

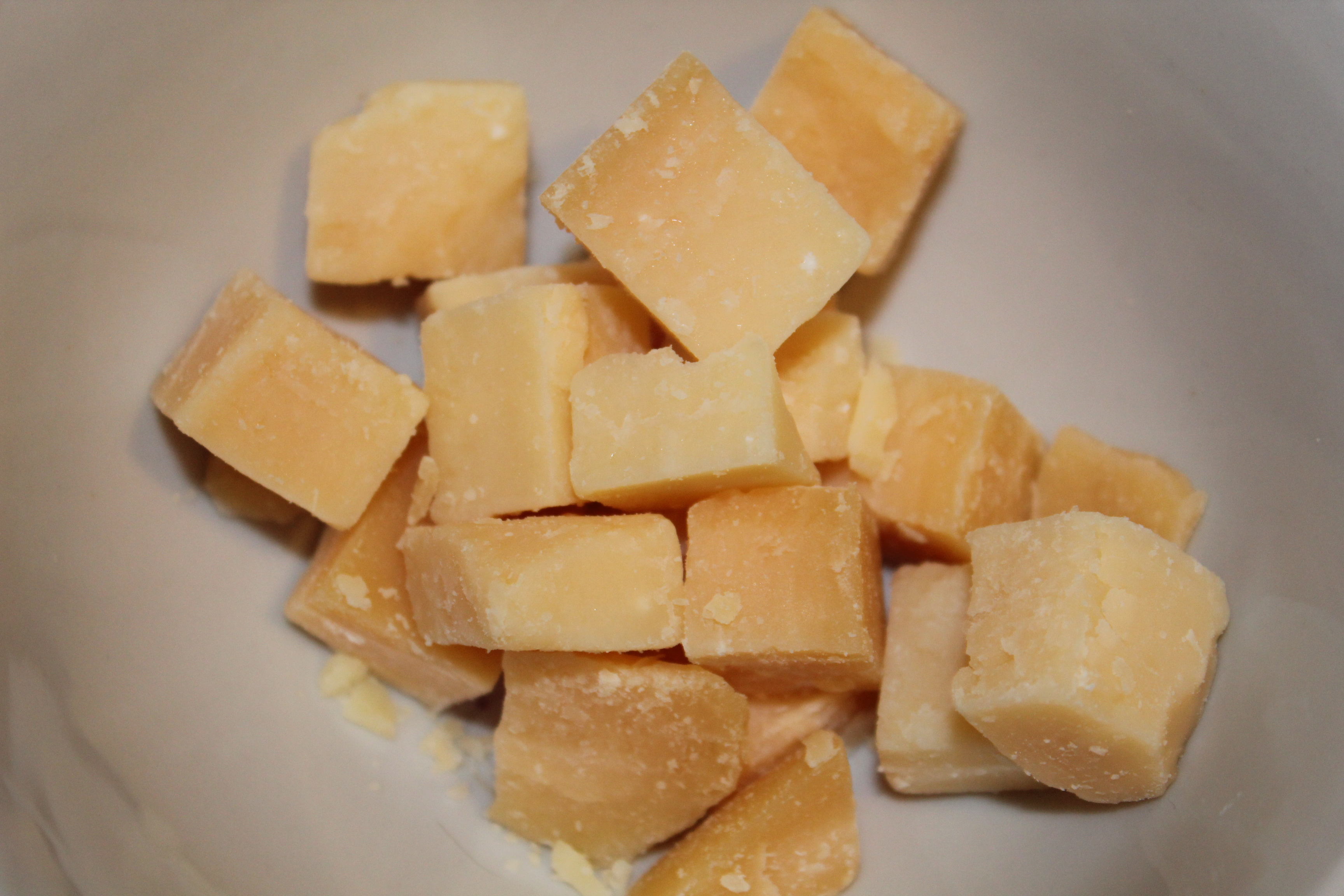
Ser podzielony na kostki

Džiugas – litewski twardy ser podpuszczkowy, jedyny twardy ser z Litwy, któremu Komisja Europejska przyznała klasyfikację chronionego oznaczenia geograficznego.

## Charakterystyka
Produkt wytwarzany jest (zgodnie z udokumentowaną tradycją od 1924) przez przedsiębiorstwo „Žemaitijos pienas” z Telszów na Żmudzi wyłącznie z mleka krów wypasanych na łąkach – w okresie ich wypasu pod gołym niebem, od wiosny do końca jesieni. Takie mleko charakteryzuje się wysoką jakością, nadając serowi pełny „letni” aromat i łagodny smak. Ser zawiera cztery składniki: mleko, zakwas, enzymy pochodzenia niezwierzęcego oraz sól. Jedna główka (4 kilogramy) dojrzałego sera wymaga zużycia około 60 litrów mleka. Kolor produktu jest naturalny, nie wymaga dodatkowego barwienia. Krowy zaczynają wypasać się na pastwiskach w maju i ser z mleka produkowanego w tym czasie jest jasnożółty, natomiast z mleka sierpniowego – intensywnie żółty.
Ser Džiugas jest średniotłustym serem twardym wytwarzanym z normalizowanego i pasteryzowanego mleka krowiego po ukwaszeniu go enzymem. Skrzep i masa serowa poddawane są następnie obróbce i dojrzewaniu. Ser produkowany jest wyłącznie z mleka krów z okresu wypasu na łąkach, co decyduje o jego właściwościach sensorycznych i mikrobiologicznych.
Wymiary niskiej, cylindrycznej główki sera: wysokość 9,0÷10,0 cm, średnica 22,0÷24,0 cm, waga 4,2÷4,5 kg. 
Ser ma bogaty i słodki, ale też pikantny smak, o ciepłym odcieniu, a także delikatny owocowy posmak. Posiada słabo wyrażoną świeżość, mleczny zapach kwasu i suszonego sera. Konsystencja jest zwarta, ser łatwo pęka. Im dłużej dojrzewa, tym jest twardszy i ma bardziej chrupiące kryształki.

## Teren wytwarzania
Produkt może być wytwarzany w okręgu miejskim Telszów, graniczącym z Ryškėnai, Degaičiau, Gadonowem i Wieszwianami z rejonu telszańskiego.

## Charakterystyka barwy
Charakterystyka kolorystyczna:
- ser dojrzewający przez co najmniej 12 miesięcy: kremowy lub żółtawy, nieco bardziej intensywny w pobliżu skórki,
- ser dojrzewający co najmniej 18 miesięcy: żółtawy do kremowego, nieco intensywniejszy w pobliżu skórki z zielonkawym odcieniem,
- ser dojrzewający co najmniej 24 miesiące: od żółtawego do kremowego, z nieco intensywniejszym zielonkawo-matowym wybarwieniem w pobliżu skórki,
- ser dojrzewający co najmniej 36 miesięcy: żółty, może mieć czerwonawo-żółty lub brązowawy, marmurkowy odcień, nieco bardziej intensywny w pobliżu skórki,
- ser dojrzewający co najmniej 48 miesięcy: żółty, może mieć pomarańczowy odcień, nieco bardziej intensywny w pobliżu skórki,
- ser dojrzewający co najmniej 60 miesięcy: żółty, przechodzący w ciemnożółty, z czerwonawo-żółtym odcieniem, ciemniejszy na brzegach przy korze, z zauważalnymi intensywniejszymi przejściami kolorystycznymi[2].

## Nagrody
Produkt zdobył m.in. nagrodę Special Age dla serów długo leżakujących, a także nagrodę podczas wystawy-konkursu „Premio Roma” we Włoszech.